# Iransko-iraška vojna
Iransko-iraška vojna je bila odprta vojna med Irakom in Iranom med letoma 1980 in 1988. Bila je znana kot Zalivska vojna do Druge zalivske vojne (1990–91). Šteje se za  enega izmed najbolj krvavih konfliktov 20.stoletja, ki je trajal dlje, kot obe svetovni vojni. Vojna je zahtevala okrog milijona žrtev, tako vojakov kot tudi civilistov.
Vojna se je začela 22. septembra 1980, ko je Irak po več mejnih spopadih napadel Iran. Irak je bil v začetku vojne uspešnejši, kasneje pa se je okrepil tudi Iran in vojna se je sprevrgla v obojestransko izčrpavanje. Irak (Sadam Husein) je med vojno uporabil kemično orožje proti Iranu, pa tudi proti iraškim Kurdom.

## Ozadje konflikta
Iransko-iraška vojna je bila predvsem vojna za premoč v perzijskem zalivu, vendar korenine spora ležijo nekaj stoletij nazaj v preteklosti in se skrivajo v sporih med Mezopotamijo (današnje območje Iraka) in Perzijo (današnje območje Irana).
Pred širjenjem osmanskega cesarstva so deli današnjega Iraka spadali pod Perzijo, ki je bila takrat pod vlado dinastije Aq Qoyunlu. Murad IV. (osmanski cesar) je leta 1638 aneksiral (priključil) območje današnje Iraka. Perzijski cesar Safi I. ni več imel dovolj moči, da bi to preprečil in tako se je začel dolgo časa trajajoči mejni konflikt. Med letoma 1555 in 1918 sta Turčija in Perzija podpisale številne obmejne sporazume. Moderni Irak je nato nastal s pomočjo britanskega vpliva po končnem sesutju osmanskega cesarstva in podedoval mejne spore razpadle države.

### Spor za provinco Kuzestan
Natančen izvor iransko-iraške vojne leži v boju za premoč v z zemeljskimi viri bogati provinci Kuzestan. V zgodovini je bil Kuzestan neodvisno, nesemitsko kraljestvo z glavnim mestom Susa.
Ko je Abd al-Karim Qasim prevzel oblast v Iraku, je decembra 1959 razglasil, da so Iračani nezadovoljni ob izgubi te z nafto bogate province. Irak je začel kazati interese v Kuzestanu in jih je nato tudi uradno predstavil na zasedanju Arabske lige. Uspeha ni bilo. Po smrti egipčanskega predsednika Gamala Abdela Nasserja in po vzponu Ba'ath stranke je Irak iskal svojo vlogo kot vodja arabskega sveta.
1969 je iraški namestnik predsednika vlade razglasil, da se spor z Iranom vrti okoli province Kuzestan. Iraške radijske postaje so nato začele oddajati tudi v Kuzestanu in začeli širiti propagando, s katero so začeli izzivati iranske Arabce, naj se uprejo iranski vladi. Televizijske postaje iz Base so kazale Kuzestan kot novo iraško provinco z imenom Nasiriyyah in vsa iranska mesta so dobila nova arabska imena.
1971 je Irak prekinil vsakršen diplomatski stik z Iranom. Pritožbe arabske lige in OZN so ostale neslišane in Irak je iz države izgnal 70,000 Irancev.

### Mejna reka Šat al-Arab
Ena izmed točk spora med državama je bila tudi pravica plovbe na mejni reki Šat al-Arab (iransko: Arvand Rud), ki je bil za obe državi pomembna transportna pot za izvoz nafte. Leta 1975 je ameriški zunanji minister Henry Kissinger podprl perzijskega Mohammada Reza Pahlavija, ko je ta zahteval pravice nad reko, ki je bilo ob tem času pod iraško kontrolo. Kratek čas po tem sta Irak in Iran podpisala Alžirski sporazum, kjer je Irak Iranu dovolil uporabo reke in tudi privolil v druge ugodnosti, v nasprotju pa je hotel doseči normalizacijo stanja. Leta 1980 je Irak od tega sporazuma enostransko odstopil.
Odnosi med državama so se zaostrili po islamski revoluciji v Iranu, zaradi česar je Sadam Husein začel z nacionalistično propagando proti Iranu. Nekaj mesecev pred samim začetkom vojne so teroristi, ki jih je subvencioniral Irak, napadli iransko ambasado v Londonu, ki jo je nato osvobodila enota SAS v operaciji Nimrod.

## Močan Irak, šibek Iran
Sadam Husein je hotel iz svoje države narediti pomembno regionalno silo in uspešna zasedba Irana bi iz Iraka naredila dominantno moč v Perzijskem zalivu. Ta cilj ni bil tako nedosegljiv, saj je bil Iran precej oslabljen zaradi številnih aretacij in eksekucij visokega vojaškega osebja ter tudi zaradi pomanjkanja delov za orožje, saj je bila večina opreme ameriške. Iranski možje so bili predani, vendar slabo opremljeni, medtem ko je Irak užival diplomatsko, vojaško in ekonomsko podporo Sovjetske zveze in ZDA ter večine zahodnih držav. Poleg tega je Irak dobil denarno podporo od Kuvajta in Saudove Arabije, a tudi Evropa (predvsem Francija in Nemčija) ter ZDA so se postavile na stran Iraka in ga opremljale z orožjem in znanjem.
Povod za izbruh vojne so bile posledice islamske revolucije iz leta 1979, ki se je zgodila v Iranu. Ajatola Homeini je grozil, da bo revolucijo razširil na cel bližnji vzhod, čeprav Iran za to vojaško ni bil več sposoben. Upali so, da se bodo Šiiti v Iraku, Kuvajtu in Saudovi Arabiji po iranskem vzoru uprli vladam v teh državah. Sadam Husein je bil pa drugače prepričan, da bodo iranski suniti raje sledili močnemu sunitskemu Iraku kot Iranu, ki so ga dominirali Šiiti. V vojno sta tako obe državi vstopili v veri, da se bo jug druge države pridružil njihovim naporom, kar se potem ni zgodilo.

## Potek vojne
Iraška operacija, ki so jo podprle tudi ZDA, ki so po padcu šaha želele destabilizirati Islamsko republiko Iran, naj bi osvojila območje okrog reke Šat al-Arab, tri otoke v Perzijskem zalivu, osvojila iransko provinco Kuzestan in z oblasti vrgla islamski režim v Teheranu oziroma vsaj zaustavila širjenje islamske revolucije.
Vojna se je začela 22. septembra 1980, ko je iraško letalstvo brez večjih uspehov napadlo iranska letališča, saj so Iranci letala pravočasno umaknili v bunkerje. Naslednji dan so začeli s kopensko ofenzivo s šestimi divizijami, katerih glavna naloga je bila osvojitev province Kuzestan ter osvojitev strateško pomembnih mest Abadan in Horamšar, vključno z iranskimi naftnimi polji. Del iraških sil se je pomaknil na sever države, da bi ščitil Irak pred morebitnim iranskim protinapadom.
Iransko vojno letalstvo je dan po iraški invaziji začelo z napadi na letalske baze v okolici Bagdada in Mosula, kar je prepolovilo operativno sposobnost iraškega letalstva, tarča pa so bili tudi napredujoči iraški oklepni konvoji, naftne rafinerije in infrastruktura. To je oslabilo iraško vojaško in gospodarsko moč in Irancem omogočilo nekoliko več časa za pripravo na iraško ofenzivo, vendar je niso bili spodobni zaustaviti, saj je bila koordinacija med vojaškimi enotami slaba. V nadaljevanju je iransko letalstvo napadlo tudi iraški jedrski reaktor Osirak v bližini Bagdada, vendar zaradi strahu pred morebitno kontaminacijo ni poškodovalo reaktorske zgradbe. Iraško napredovanje je bilo sprva hitro, saj se iranske sile še niso popolnoma organizirale, pa tudi kasneje sta iranska vojska in Revolucionarna garda nekaj časa delovali ločeno druga od druge.
Marca 1981 pa so iranske sile začele z močnim odporom, zato se je iraško napredovanje upočasnilo.  Kljub temu se iraško napredovanje ni ustavilo in v mesecu po začetku invazije je Irak zasedel mesto Horamšar; osvojitev še dveh večjih mest pa je spodletela. V nasprotju z iraškimi predvidevanji se je v boj vključilo veliko število iranskih prostovoljcev, predanih ideologiji islamske revolucije. V aprilu je iransko vojaško letalstvo napadlo iraško letalsko bazo H-3 na zahodu Iraka, s čimer je uničilo 50 iraških letal. To je bila tudi zadnja večja operacija iranskega vojnega letalstva v Iraku, saj zaradi sankcij in političnih čistk ni bilo več sposobno izvajati večjih operacij. 
Dne 7.6.1981 so Izraelci izkoristili zmedo in iz zraka z dvema letaloma F-16 napadli Osirak in ga popolnoma uničili. Izrael je ta napad opravičil z razlago, da je treba razvoj iraškega vojnega nuklearnega programa zatreti v kali in predstavili svoj dvom, da bi reaktor res lahko služil le civilnim namenom. To vprašanje je do danes ostalo nerešeno. 
Frontna linija se nato kakšno leto ni spremenila, iranske sile pa so spomladi 1982 prešle v ofenzivo in začele osvobajati okupirano ozemlje. Po osvoboditvi Horamšarja je Sadam Husein prvič začel razmišljati o načinih za končanje vojne, vendar Homeini ni želel sprejeti ponujenih pogojev, saj je Irak še vedno držal sporno ozemlje v Iranu. Zaradi bojazni, da bo Irak preveč popustil, so zahodne države (predvsem ZDA) okrepile pomoč Iraku, precej pomoči pa so nudile tudi zalivske monarhije, ki so se bale širjenja islamske revolucije. Sovjetska zveza je Iraku poslala večjo količino orožja in tankov, kar je ponovno okrepilo moč iraških sil.
Iranske sile so napredovale proti jugu Iraka, vendar so tam naletele na dobro utrjene iraške obrambne položaje in utrpele velike izgube. Iranski poskusi preboja iraških obrambnih linij so se nadaljevali tudi leta 1983, saj je Iran poskušal zasesti omejena področja v Iraku, kar bi potem lahko uporabil za boljše pogajalsko izhodišče. Iranskim silam je začelo primanjkovati streliva, pa tudi zračna podpora je zastala zaradi pomanjkanja rezervnih delov za letala in helikopterje, kar je bilo pogubno za veliko število Irancev. Vseeno se Iran ni predal.
V letih 1984-1987 je vojna prešla v fazo izčrpavanja. Irak je večino razpoložljivih sil uporabil za zadrževanje iranskega napredovanja. Iranske sile so pri napredovanju utrpele ogromne izgube, saj večinoma niso imele oklepne in zračne podpore. V letu 1984 je Irak prvič uporabil tudi kemijsko orožje. Edina večja ofenziva Irana se je zgodila marca 1985 pri Basri, ki pa ni prinesla napredka. Februarja 1986 je iranskim silam uspelo zasesti iraško pristanišče Al Faw, ki je bilo pomembno pristanišče za tankerje, uspelo pa jim je zasesti tudi bogato iraško naftno polje Majnun. V januarju 1987 so se iranske sile približale Basri na 12 km, vendar so se bile kljub boljši taktiki čez mesec dni primorane umakniti, zato je napredovanje na jugu zastalo. Iran je skupaj s Kurdi začel operacije na severu Iraka, ki so bile usmerjene proti mestu Kirkuk. 
V letu 1984 času je prišlo tudi do t. i. mestne vojne. Irak je zaradi nadaljevanja iranske ofenzive sistematično bombardiral iranska mesta in povzročil številne civilne žrtve, Iran pa je v povračilo izvajal omejene napade na iraška mesta, saj za kaj več ni imel sredstev. Ti napadi so se nadaljevali do konca vojne.
V istem času sta obe strani začeli tudi z napadi na tankerje in trgovske ladje, ki so prečrpavali nafto v iraških in iranskih pristaniščih, v katerih je bilo poškodovanih preko 500 plovil. Sovjetska zveza in ZDA sta zato uvedli vojaško spremstvo za tankerje v Perzijskem zalivu, kasneje se jima je pridružilo več zahodnih držav. Maja 1987 je iraško letalo napadlo ameriško fregato USS Stark, pri čemer je bilo ubitih 37 mornarjev. Washington je namesto sankcij proti Iraku obtožil Iran za stopnjevanje vojne in v Perzijski zaliv napotil še več ladij, ameriška mornarica pa je Iraku začela posredovati obveščevalne podatke o položaju iranskih sil. Iran se je izogibal direktnim spopadom z ameriško mornarico, je pa začel preiskovati tovorne ladje, izvajal napade s hitrimi patruljnimi čolni in položil mine na več mestih v zalivu. Aprila 1988 je ameriška fregata USS Samuel B. Roberts naletela na iransko podvodno mino. V povračilo so ZDA začele operacijo Praying Mantis v kateri so uničili dve iranski naftni polji in več ladij. 
Spomladi 1988 je Irak sprožil obsežno ofenzivo na jugu države, s katero je ponovno osvojil Al Faw in ponovno zasedel iranska obmejna mesta. V tem času so bile iranske sile že močno izčrpane tako moralno, kot tudi po tehnični plati. Husein je Iranu zagrozil z uporabo kemijskega orožja tudi nad mesti v notranjosti Irana. Ker mednarodna skupnost ni naredila ničesar, da bi ustavila Irak, so Iranci v strahu pred napadi začeli množično zapuščati večja mesta. 
V juliju 1988 je ameriška križarka USS Vincennes sestrelila potniško letalo Iran Air 655, pri čemer je umrlo vseh 290 ljudi na krovu. Ker mednarodna skupnost tega incidenta ni obsodila, je iransko vodstvo začelo domnevati, da bodo ZDA skupaj z Irakom začele s totalno vojno proti Iranu.
Varnostni svet OZN je avgusta 1988 z resolucijo zahteval prenehanje spopadov in umik obeh strani na predvojno mejo med državama, ki jo je Irak sprejel takoj. Iran je še nekaj časa vztrajal pri nadaljevanju bojev, vendar sta izčrpanost iranskih sil in grožnja z napadom iransko vodstvo prepričala v podpis premirja, ki je stopilo v veljavo 20. avgusta. 
Po koncu vojne je Irak začel z napadi na Kurde na severu države, pri čemer je uporabil vsa sredstva, tudi kemijsko orožje. Pri tem je umrlo okrog 50000 Kurdov.

## Konec vojne
Vojna je trajala kar 8 let in se je končala s premirjem. Obe državi sta bili močno izčrpani. Skupaj je umrlo približno 1 000 000 ljudi na iranski strani in med 250 000 in 500 000 na iraški strani. Zaradi padajočega izvoza nafte sta nazadovali ekonomiji obeh držav, iranska naftna industrija si še do danes ni popolnoma opomogla. Irak je po vojni postal regionalna velesila, vendar si je tekom vojne pri svojih prejšnjih podpornikih nakopal tudi številne dolgove, kar je tudi privedlo do iraškega napada na Kuvajt 2. avgusta 1990. V vojni je Irak razvil sistem fiksnih obrambnih linij, ki so bile učinkovite pri boju s slabo oboroženimi iranskimi vojaki in prostovoljci, vendar se ni obnesel proti tehnološko močnejšim koalicijskim silam med drugo zalivsko vojno čez nekaj let.
Meje so ostale nespremenjene, napetosti med državama pa so ostale vse do začetka druge zalivske vojne v letu 1991. Tudi po koncu spopadov so iraške sile še vedno zasedale slabih 8000 km2 v Iranu, umik pa pogojevale s popolnim nadzorom nad reko Šat al-Arab. Iran je v povračilo izvedel pomorsko blokado Iraka in zadržal več kot 70000 iraških vojnih ujetnikov.
Med drugo zalivsko vojno se je Husein zbal možnega sodelovanja Irana v mednarodni koaliciji, zato je umaknil svoje sile iz Irana in Iranu priznal suverenost nad vzhodnim delom Šat al-Araba, kar pred desetletjem zanj ni bilo sprejemljivo. S tem sta državi ponovno vzpostavili diplomatske odnose, manjši spopadi in incidenti pa so se dogajali vse do padca Huseina v letu 2003.
Zgodovinarji še danes nimajo enotnega mnenja o zmagovalcu te vojne. Nekateri menijo, da je zmagal Irak, ki je proti koncu vojne uspel izničiti napredek Irana, spet drugi pa trdijo, da je zmagovalec Iran, ker je uspel s svojega teritorija izriniti močnejše in bolje opremljene iraške sile.